# She Wears Red Feathers
«She Wears Red Feathers» (укр. «Вона носить червоне пір'я») — популярна американська пісня, написана Бобом Мерріллом і опублікована в 1952 році.

## Назва
Пісня називається «She Wears Red Feathers», хоча вона й помилково відома під назвою «She Wears Red Feathers and a Huly-Huly Skirt» (укр. «Вона носить червоне пір'я та спідницю-хуліганку»).

## Версії

### Ґай Мітчелл
Найвідоміший запис цієї пісні був зроблений Ґаєм Мітчеллом у 1952 році, він зайняв перше місце серед синглів в UK Singles Chart у березні 1953 року протягом чотирьох тижнів.  Це був лише шостий сингл, який посів перше місце у Великій Британії.
Запис Мітчелла було зроблено для Columbia Records у Нью-Йорку 2 липня 1952 року за участю Мітча Міллера та його оркестру та хору. Він вийшов у його рідній Америці 26 грудня того ж року як сингл на 78 і 45 обертів за хвилину. Там він досяг 19 місця в чартах Billboard.
У Великій Британії сингл Мітчелла вперше потрапив у чарт 13 лютого 1953 року та досяг першого місця на п’ятому тижні. Це був єдиний запис пісні в чартах. Композиція «She Wears Red Feathers» вперше з’явилася в британському хіт-параді 21 лютого 1953 року і посіла 3 місце. У лютому 1953 року у Великобританії вийшло лише три записи пісні: Ґая Мітчелла, квартету Рея Еллінґтона з The Peter Knight Singers і Дональда Пірса з The Kordites. У травні версія Мітчелла вийшла в новому форматі 45 обертів за хвилину, спочатку була доступна лише для 78 обертів за хвилину.
У лютому 1982 року Мітчелл перезаписав пісню для Triad International Productions в Audio Media Studios у Нашвіллі, штат Теннессі, разом із низкою інших перезаписів свого попереднього матеріалу. Ці записи вийшли на Arcade в альбомі «The World of Guy Mitchell» і відтоді були перевидані на кількох альбомах.

### Інші
- Альберто Семпріні на фортепіано з ритмічним супроводом записав її в Лондоні як першу пісню попурі «Dancing to the piano (No. 20) — Hit medley of quick-steps» разом з «Wild Roses» та «Don't Let the Stars Get in Your Eyes». Попурі випустила компанія EMI на лейблі His Master's Voice (каталожний номер B 10457).
- Гурт «Mud» також випустив кавер на цю пісню[12].
- Інший кавер, виконаний у клубі-кабаре, показаний у початковій сцені фільму «Скандал» 1989 року.